# شركة كهرباء هوكايدو
شركة كهرباء هوكايدو (باليابانية: 北海道電力株式会社) هي شركة مساهمة عامة يابانية تحتكر إنتاج وتوزيع الكهرباء في جزيرة هوكايدو شمال اليابان٬ تأسست الشركة في 1 مايو 1951 ويقع مقرها الرئيسي في مدينة سابورو ٬ اسهم الشركة مدرجة في بورصة طوكيو للأوراق المالية ويبلغ رأسمالها نحو 114.291 مليار ين ياباني٬ تمتلك الشركة عام 2017 محطة نووية واحدة بقدرة 2070 ميغاواط و56 محطة هيدوليكية بطاقة اجمالية 1,647 ميغاواط و12 محطة حرارية بقدرة اجمالية 4,213 ميغاواط ومحطة واحدة للطاقة الحرارية الجوفية بقدرة 25 ميغاواط إضاقة إلى محطة واحدة للطاقة شمسية بقدرة 1 ميغاواط.

## المنشئات
- الطاقة النووية
  - محطة توماري الكهروذرية (2070 ميغاواط）
- الطاقة الحرارية الجوفية
  - محطة موري （50 ميغاواط）
- الطاقة الهيدرليكية - 53 سدا كالتالي:-
  - محطة هوهيكيو علي نهر إشيكاري (50 ميغاواط)
  - كاميواماتسو على نهر توكاتشي (30.4 ميغاواط)
  - Niikappu, Niikappu River（200 ميغاواط）
  - Nokanan, Ishikari River (30 ميغاواط)
  - Okuniikappu, Niikappu River (44 ميغاواط)
  - Shizunai, Shizunai River (48 ميغاواط)
  - Takami, Shizunai River（200 ميغاواط）
  - Takisato, Ishikari River (57 ميغاواط)
  - Tokachi, Tokachi River (40 ميغاواط)
  - Tomura, Tokachi River (40 ميغاواط)
  - Uryu, Ishikari River (51 ميغاواط)
- الفحم
  - Naie (奈井江発電所)（350 ميغاواط）
  - Sunagawa (砂川発電所)（250 ميغاواط）
  - Tomato-Atsuma (苫東厚真発電所)（1,650 ميغاواط）
- النفط
  - Date (伊達発電所)（700 ميغاواط）
  - Shiriuchi (知内発電所)（700 ميغاواط）
  - Tomakomai (苫小牧発電所)（250 ميغاواط）
- الديزل
  - Onbetsu (音別発電所)（280 ميغاواط）

الطاقات المتجددة;
- طاقة الرياح - 3 محطات（1.58 ميغاواط）
- الطاقة الشمسية - 9 محطات（146 كليوواط）

## الطاقة الإنتاجية حسب المصدر

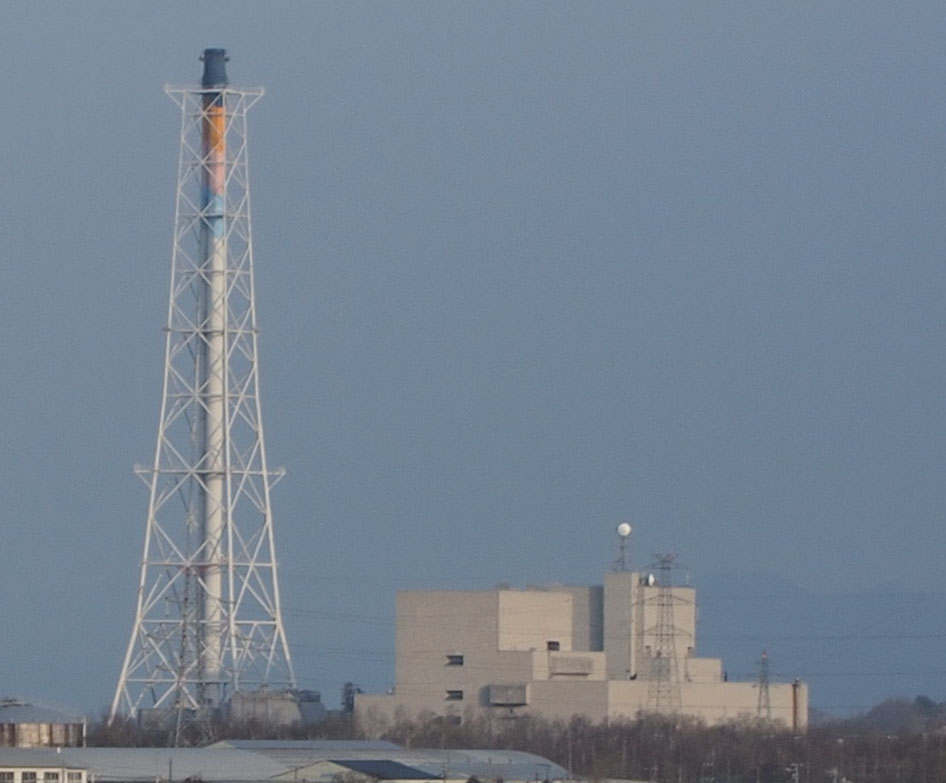
Date fuel oil-powered power station

| المصدر                  | ميغاواط | النسبة | عدد الوحدات |
| ----------------------- | ------- | ------ | ----------- |
| الفحم                   | 2,250   | 30     | 3           |
| الطاقة النووية          | 2,070   | 27.5   | 3           |
| النفط                   | 1,650   | 22     | 3           |
| الطاقة الهيدوليكية      | 1,231   | 16     | 53          |
| الديزل                  | 280     | 4      | 1           |
| الطاقة الحرارية الجوفية | 50      | 0.5    | 1           |
| الطاقة المتجددة         | 2       | -      |             |
| المجموع                 | 7,533   | 100    | 62?         |